# Jorronie McLean
Jorronie McLean (27 agosto 1994) è un calciatore britannico delle Isole Cayman, di ruolo centrocampista.

## Carriera

### Club
Ha giocato nella massima serie del campionato delle Isole Cayman con il Bodden Town.

### Nazionale
Ha esordito in Nazionale l'11 novembre 2001 nella partita contro la Repubblica Dominicana valevole per le qualificazioni ai Mondiali 2014.